# 스포츠안전재단
스포츠안전재단(Korea Sports Safety Foundation)은 안전한 스포츠 환경 조성을 최우선 과제로 삼아 누구나 안심하고 스포츠 활동을 즐길 수 있도록 교육 · 공제 · 점검 등 스포츠 안전관리 토탈 서비스를 제공하는 문화체육관광부 소관 공익 재단법인이다. 서울특별시 송파구 백제고분로 463 웅산빌딩 8층에 위치하고 있다.

## 설립 근거
- 민법 제32조
- 문화체육관광부 및 문화재청 소관 비영리법인의 감독에 관한 규칙

## 주요 업무
- 스포츠안전 공제 및 위로구호 사업
- 스포츠안전 문화 조성을 위한 교육, 홍보, 캠페인 운영
- 스포츠행사 안전관리 지원 사업 운영
- 스포츠안전 관련 연구 및 조사활동

## 연혁
- 2010년 7월 15일 : 스포츠안전재단 법인 설립
- 2010년 8월 26일 : 삼성화재해상보험㈜과 스포츠안전공제서비스 계약 체결
- 2014년 8월 13일 : 대한체육회와 MOU 체결
- 2014년 12월 9일 : 기관 최초 스포츠안전교육 시행
- 2014년 12월 23일 : 스포츠안전매뉴얼 개발(기본편, 총 15종)
- 2016년 7월 7일 : 국민체육진흥공단과 업무협약(MOU) 체결
- 2016년 10월 6일 : 제 5대 이기흥 이사장 취임
- 2017년 12월 14일 : 2017 스포츠레저안전 국제포럼 개최
- 2019년 9월 25일 : 「제100회 전국체육대회 및 제39회 전국장애인체육대회 안전관리 준비가이드」 자체개발(총 7종)
- 2020년 1월 1일 : 기관 최초 스포츠행사 안전요원 파견
- 2020년 12월 21일 : 체육기관 최초 ISO21001(교육기관경영시스템) 인증 획득
- 2021년 3월 2일 : 스포츠안전아카데미, 스포츠행사안전관리포털 신규 시스템 오픈
- 2021년 10월 14일 : 한국체육시설관리협회, 한국레저문화연구원 MOU 체결
- 2021년 11월 3일: 세계무예마스터십위원회 MOU 체결
- 2021년 11월 16일: 세계스포츠위원회 MOU 체결
- 2021년 11월 18일: 한국스포츠정책과학원 MOU 체결
- 2021년 11월 22일: 스포츠안전공제, 교육 등 ISO9001(품질경영시스템) 인증 획득
- 2021년 11월 24일: 전국시군구체육회장협의회 MOU 체결
- 2021년 12월 30일: 전국시도체육회사무처장협의회 MOU 체결

## 조직

### 이사장
- 이사회
- 감사

### 사무총장
- 경영기획부

- 공제사업부
- 교육사업부